# 赫尔曼·凯恩奖
赫尔曼·凯恩奖（Herman Cain Award）是一项讽刺性奖项，授予那些公开发表针对2019冠状病毒病疫苗的错误信息和怀疑论，并在之后死于2019冠状病毒病或其并发症的人。该奖项以美国商人、政治人物赫尔曼·凯恩的名字命名，他是一位否认疫情的共和党人，在2020年6月参加支持时任美国总统唐纳德·特朗普的政治集会时未戴口罩，并在会后死于2019冠状病毒病并发症。
此奖项来自于Reddit上的r/HermanCainAward板块，在该板块中，对于那些“公开发表反对口罩、反对疫苗或声称冠状病毒病是骗局等观点”的人，如果此人因为感染冠状病毒住院，那么帖子将被标识为“已提名”。如果此人死亡，则帖子将被标记为“已获奖”。该板块还会授予那些贴出自己2019冠状病毒病疫苗接种卡图片的用户“免疫预防奖”。

## 历史

### 背景
赫尔曼·凯恩是一位知名的商人和前共和党总统候选人，他在2019冠状病毒病大流行的头几个月公开否认 2019冠状病毒病的严重性，并传播错误信息。2020年6月，他参加了在俄克拉荷马州塔尔萨举行的特朗普政治集会，而与会者大多没有保持社交距离或佩戴口罩。凯恩在集会9天后检测出冠状病毒呈阳性，被入院收治，最终于2020年7月30日死于该病。在凯恩去世一个月后，他的推特账户发推文（现已删除）称，“看起来这病毒并不像主流媒体最初所说的那样致命”，这一推文在网上引发众多嘲笑。考虑到凯恩本人死于2019冠状病毒病，这一刻意淡化该疾病严重性的做法让凯恩的名字“成为MAGA运动中种种哗众取宠行为的代名词”。

### 奖项的由来
据《商业内幕》的报道，该子版块最初关注的是那些反对佩戴口罩，或是不相信该致命病毒的危险性的人，创始人和版主FBAHobo最初发布创建的帖子都是关于诸如纳什维尔市议员托尼·坦彭尼（Tony Tenpenny）和阿肯色州共和党县主席史蒂文·法默（Steven Farmer）等政客的，他们都死于新冠病毒并发症。根据《世界报》的报道，在初期，赫尔曼·凯恩奖主要是转发媒体上的文章。但最近几个月以来，这些例子更多是直接来自2019冠状病毒病受害者的Facebook页面。而他们大多在重复同一个模式：某人通过转发相关网络迷因，发表对反疫苗、反口罩、怀疑大流行病存在的言论。接下来，此人感染冠状病毒。之后可能会有请求祈祷的贴文，最后亲人出面宣布其死亡。

## 反响
该板块的订阅量从2021年7月4日的2,000人增加到8月初的5,000人，到9月1日超过100,000人，10月7日超过350,000人，10月16日超过375,000人，12月23日达到约438,000人。据版主称，截至2021年 10月，该子板块每日拥有近100万的独立访客该，奖项有2393人获提名，2515人获奖，71人获得免疫预防奖。 
WebMD将认为该板块将“讣告转变成了某种公开羞辱的棍棒”。Vice的吉塔·杰克逊（Gita Jackson）认为，“虽然赫尔曼·凯恩奖不是为了鼓励人们接种疫苗而设立的，但它正在帮助反疫苗者改变想法。”《德干先驱报》称，该板块“成为有关于伦理和道德议题的辩论焦点，许多人呼吁Reddit将其关闭”，并且“该奖项被不少人视为是在非人性化反疫苗者/反口罩者，他们也在为一些未戴口罩、打疫苗的亲之死而感到悲痛。”
在接受《商业内幕》采访时，该板块的版主之一Rocky Moose表示，这个板块是“因挫折感而产生的情绪发泄场所”，“冠状病毒病的错误信息会导致死亡，我们正在记录一场由未接种疫苗者组成的大流行病”。2021年10月16日，全国广播公司商业频道报道称，该板块已说服了一些读者去接种2019冠状病毒病疫苗。当《华盛顿邮报》询问赫尔曼·凯恩的女儿梅兰妮·凯恩·加洛针对该板块看法时，她在电子邮件中回复说：“我没有听说过这个事情，它对我们的家庭没有影响，因为那个群体微不足道且无关紧要。”
《独立报》将该板块与达尔文奖进行了类比。2021年9月27日，Reddit发言人在一份发给《商业内幕》的声明中表示，他们“正在密切审查平台上与冠状病毒病相关的社区是否违反了我们的方针，其中包括r/HermanCainAward。”